# 圣日耳曼德普雷站
圣日耳曼德普雷站（法語：Saint-Germain-des-Prés）是巴黎地鐵4號線的一個車站，服務巴黎六區左岸地區的中心地區圣日耳曼德普雷。圣日耳曼德普雷站開業於1910年1月9日，車站名稱來自於附近的圣日耳曼德普雷修道院。花神咖啡館和雙叟咖啡館也位於圣日耳曼德普雷站的附近。

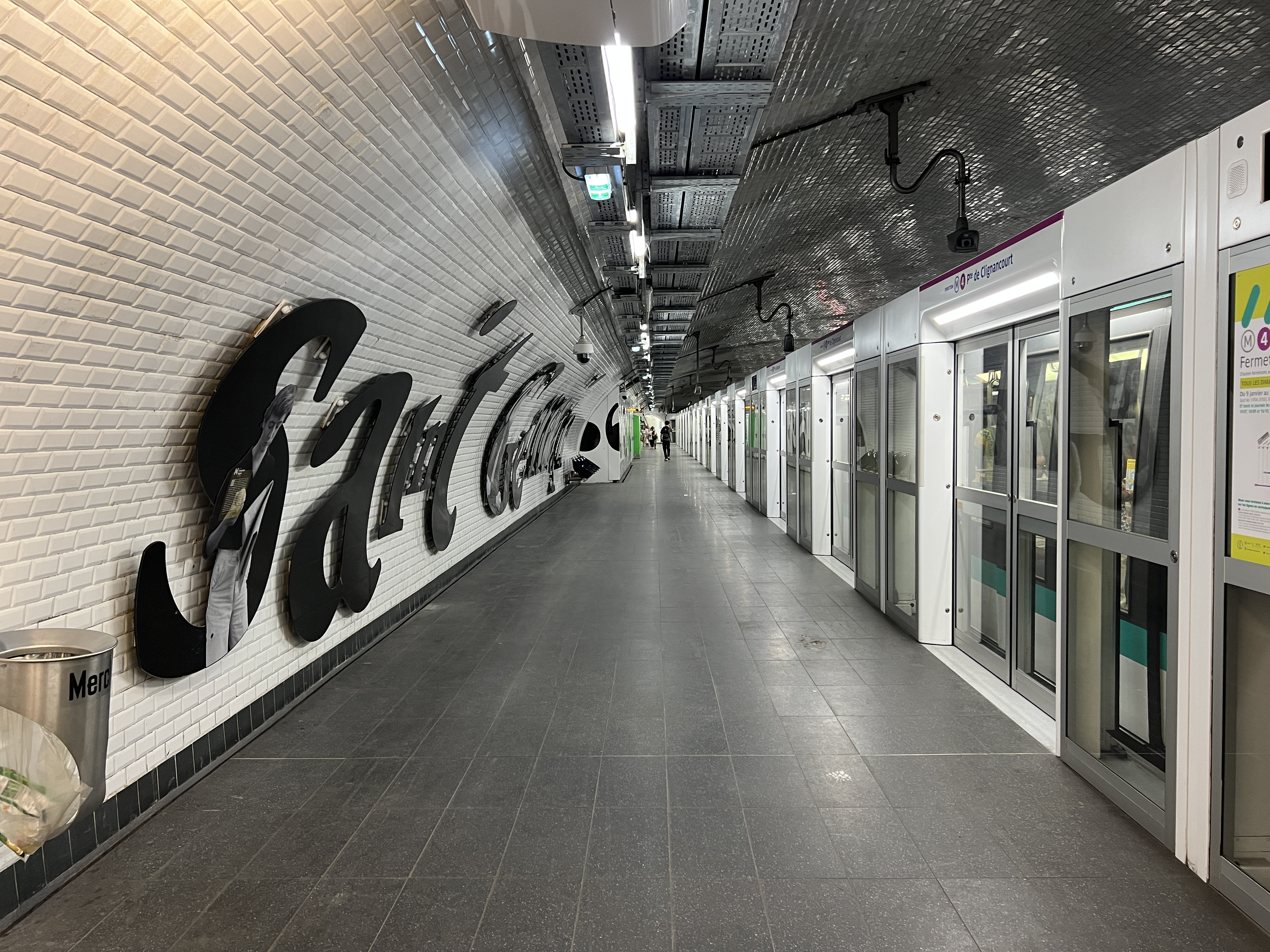
月台 (2022年7月)

## 車站結構
| 街道        |                    |                                    |
| B1          | 月台連接夾層       |                                    |
| 4號線月台層 | 側式月台，右側開門 | 側式月台，右側開門                 |
| 4號線月台層 | 北行               | 往克利尼昂库尔门（奧德翁）         |
| 4號線月台層 | 南行               | 往巴涅-露西·奧布拉克（圣叙尔皮斯） |
| 4號線月台層 | 側式月台，右側開門 |                                    |